# Andrés Sapelak

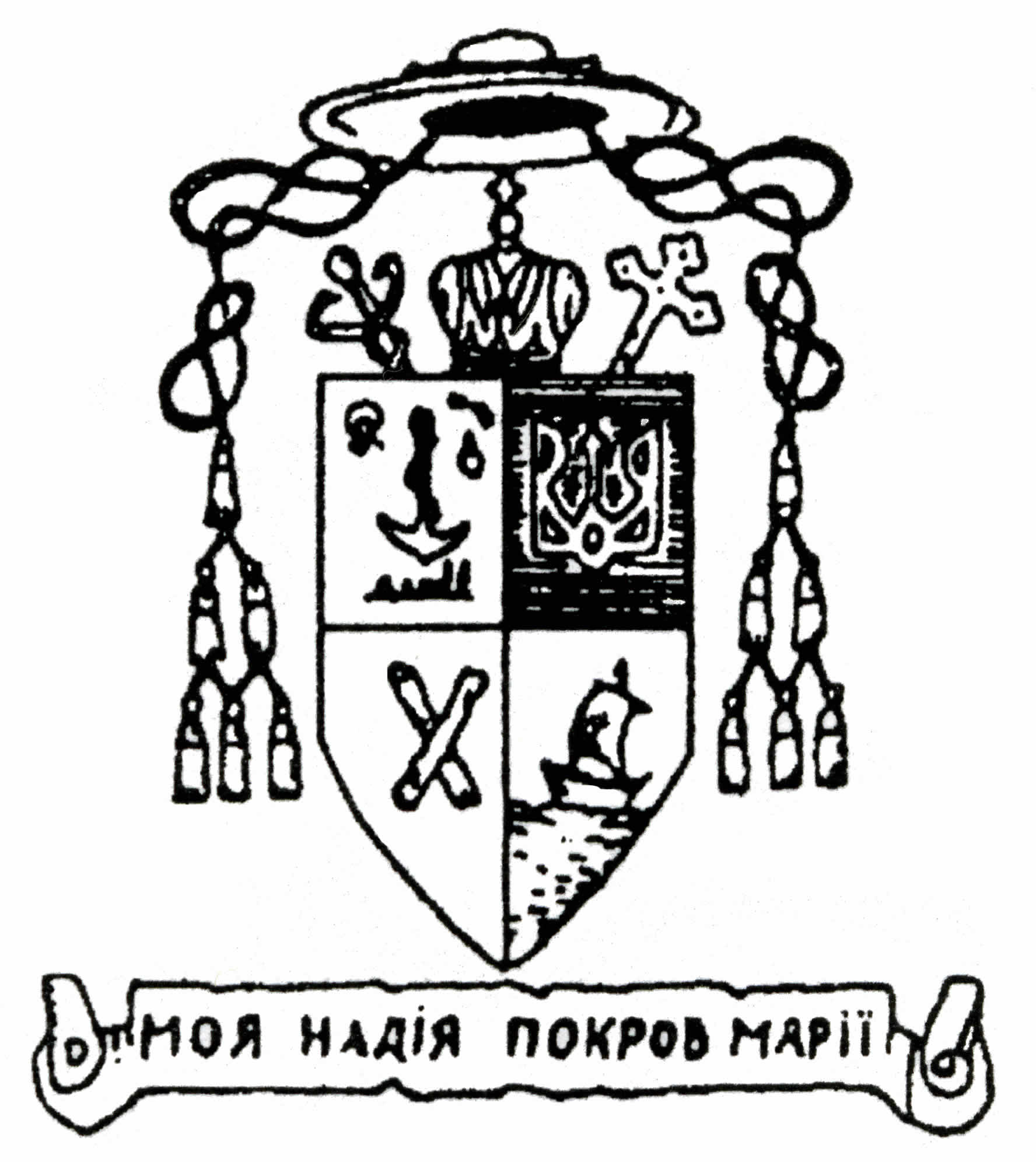
Bischofswappen von Andrés Sapelak SDB

Andrés Sapelak SDB (* 13. Dezember 1919 in Ryszkowa Wola, Polen; † 6. November 2017 in Wynnyky) war ein ukrainischer Geistlicher und ukrainisch-katholischer Bischof der Eparchie Santa María del Patrocinio en Buenos Aires.

## Leben
Andrés Sapelak trat in die Ordensgemeinschaft der Salesianer Don Boscos ein, legte am 29. Juni 1946 die feierliche Profess ab und empfing am 29. Juni 1949 die Priesterweihe.
Am 14. August 1961 wurde er durch Papst Paul VI. zum Weihbischof im Ordinariat für die byzantinischen Gläubigen in Argentinien und Titularbischof von Sebastopolis in Thracia ernannt. Am 15. Oktober 1961 spendete ihm Kurienerzbischof Ivan Bucko die Bischofsweihe. Mitkonsekratoren waren der KoadjutorErzbischof von Belgrad, Gabrijel Bukatko, und der Apostolische Exarch des Exarchats Frankreich, Volodymyr Malanczuk CSsR.
Er nahm an allen vier Sitzungsperioden des Zweiten Vatikanischen Konzils als Konzilsvater teil.
Am 9. Februar 1968 wurde er durch Papst Paul VI. zum erzbischöflichen Exarchen von Argentinien und mit der Errichtung der Eparchie Santa María del Patrocinio en Buenos Aires am 24. April 1978 zu deren erstem Bischof ernannt.
Papst Johannes Paul II. nahm am 12. Dezember 1997 seinen altersbedingten Rücktritt an.